# Asparagină
Asparagina (prescurtată Asn sau N) este un α-aminoacid neesențial.  Conține două grupări aminice, -NH2, și are formula generală C4H8N2O3. 
Codonii săi sunt AAU și AAC.

## Istoric
Asparagina a fost izolată în anul 1806 din sucul de sparanghel, de unde a fost preluată și denumirea, de către Pierre Jean Robiquet și Louis Nicolas Vauquelin, devenind astfel primul aminoacid care a fost izolat din surse naturale. 